# Vettore Zanetti Zilla

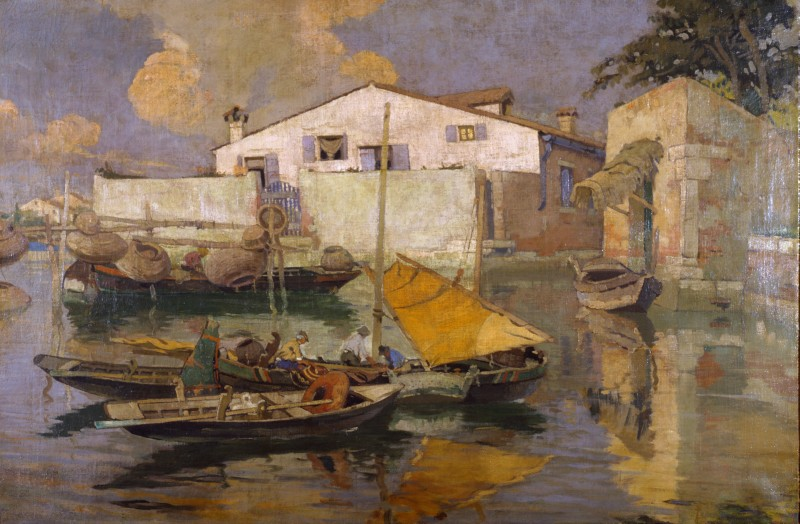
La casa della comare o Case a Sottomarina - Chioggia, 1910 ca. (Fondazione Cariplo)

Vettore Zanetti Zilla (Venezia, 21 marzo 1864 – Milano, 6 febbraio 1946) è stato un pittore italiano.

## Biografia
Compie gli studi tecnici a Venezia e nel frattempo si accosta alla pittura frequentando lo studio di Giacomo Favretto, amico di famiglia. Dopo aver ottenuto la licenza superiore nel 1882, decide di apprendere i primi rudimenti dell'arte sotto la guida di Egisto Lancerotto.
Nel 1884 parte per Napoli e la Sicilia dove svolge il servizio militare, al termine del quale rientra a Venezia per poi spostarsi per alcuni anni con la famiglia in Abruzzo, dove lavora come insegnante. Non interrompe tuttavia le proprie ricerche artistiche e nel 1898 intraprende un viaggio in più tappe attraverso l'Europa, stingendo contatti in particolare con i paesaggisti francesi.
Partecipa alle esposizioni internazionali d'arte di Venezia sin dalla prima edizione nel 1895 (con una personale nel 1914), affermandosi per i suoi paesaggi lagunari caratterizzati da un gusto decorativo non privo di influenze d'oltralpe. Sperimenta l'acquerello e la pittura a tempera verniciata, tecnica quest'ultima che gli permette di ottenere colori brillanti e puri. Tra le esposizioni internazionali ricordiamo quelle di Monaco nel 1893 e di Buenos Aires nel 1910.
Dopo la disfatta di Caporetto, durante la prima guerra mondiale, si rifugia a Milano dove risiederà negli anni a seguire, organizzando due mostre personali alla Galleria Pesaro, nel 1918 e nel 1920.
Del 1925 è il dipinto, olio su compensato, Lance sulla spiaggia, oggi nella Collezione Pedriali, confluita nella Pinacoteca civica di Forlì.